# Rainier II. (Monaco)
Rainier II. oder Raniero II Grimaldi (* 1350; † 1407) aus der Familie der Grimaldi war ein französischer Seigneur von Menton und Roquebrune und Militär.
Rainier II. war der Sohn des Herrn von Monaco Charles I.
Nachdem sein Vater in den Kämpfen um Monaco im Jahr 1357 gegen die Genuesen unterlegen war und gestorben war, traf Rainier am 9. August 1357 eine Vereinbarung mit Genua: Er sollte die Schlösser und den Grundbesitz seines Vaters behalten dürfen, Monaco aber gegen eine Zahlung von 20.000 Florinen an Genua abtreten. Rainier wurde – ähnlich wie bereits sein Großvater Raniero Grimaldi – aus Monaco vertrieben.
Rainier begab sich als Soldat in französische Dienste. Im Jahr 1369 wurde er von Karl V. zum Chambellan, einem Kammerherrn, ernannt. Er starb im Jahre 1407 im Exil.
Rainier II. hatte mit seiner Frau Isabelle drei Söhne:
- Jean (1382–1454)
- Ambroise
- Antoine